# Hardbass
Hardbass (ros. хардбасс), pot. „ruskie techno” – podgatunek muzyki elektronicznej, czerpiący inspirację z brytyjskiego hard house, pumpin’ house, scouse house, powerstomp i hardstyle. Hardbass charakteryzuje się szybkim tempem (od 150 do 170 BPM, zwykle 160 BPM), niezbyt rozbudowanym wokalem, minimalistycznym syntezatorem i metalicznym basem nazywanym „donkiem”, który jednocześnie stanowi linie melodyczną. Hardbass jest stereotypowo związany z kulturą gopników. Na świecie kojarzy się go ze Słowianami, zwłaszcza z Rosjanami. Najbardziej znaną grupą muzyczną, która od początku jest związana z tym gatunkiem muzyki, jest XS Project.

## Historia

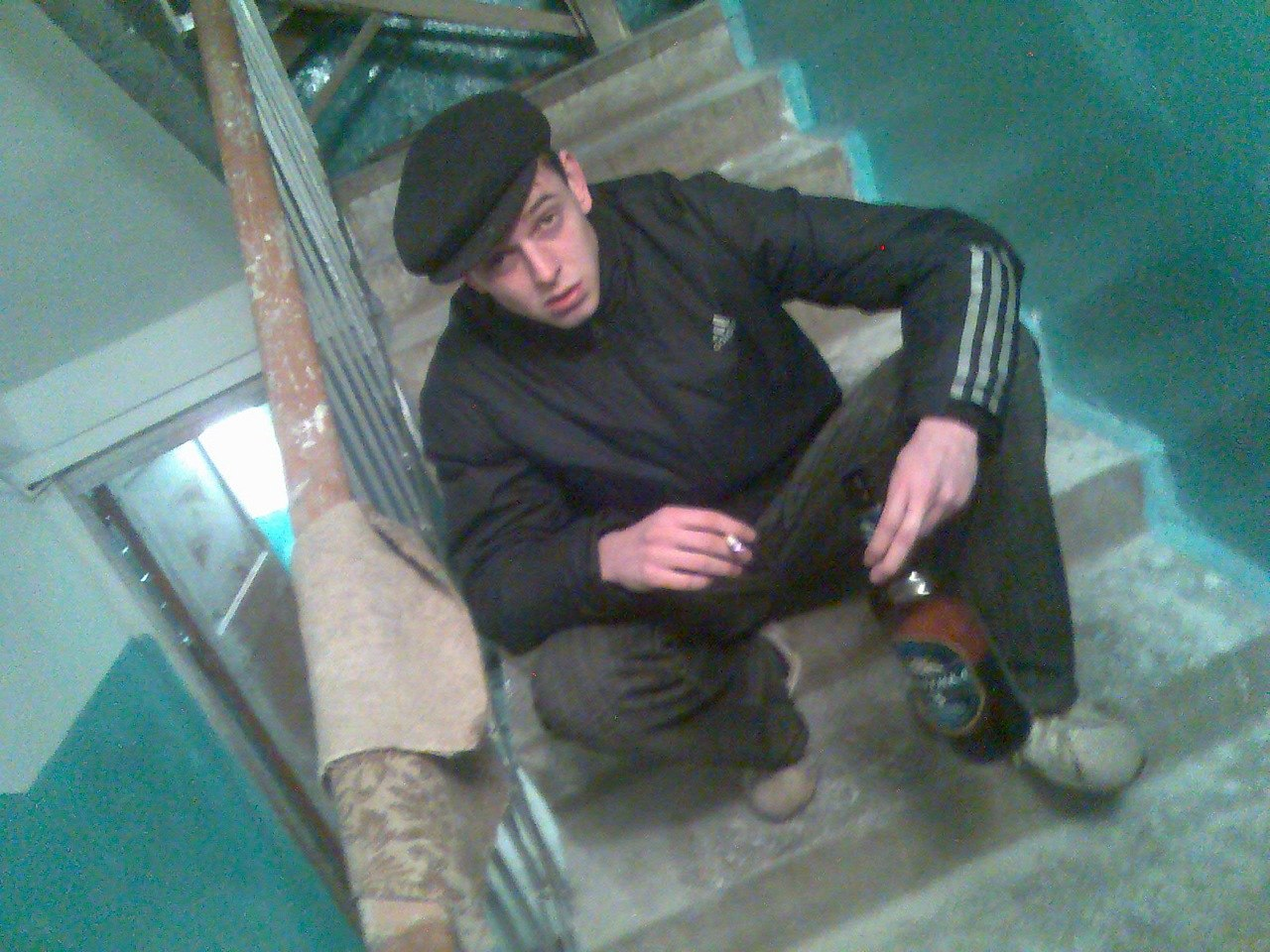
Hardbass znany jest głównie jako typowe „rosyjskie techno”, jednakże z techno nie ma nic wspólnego. Muzyka związana jest z subkulturą gopników.

### Początki
Gatunek ten powstał pod koniec lat 90. XX w. Początkowo był gatunkiem podziemnym, znanym głównie w Petersburgu. W 2006 roku na platformie YouTube pojawił się parodystyczny film Pumping Terminator vol. 1, w którym starszy mężczyzna tańczył w typowy dla gopników (rosyjskich dresów) sposób. W filmie wykorzystano trzy utwory XS Project. W 2010 roku grupa XS Project nagrała parodystyczny film, wraz z prezenterami radia Gop FM, do swojego utworu Boczka, Bass, Kołbasior (ros. Бочка, Басс, Колбасёр), wydanego w 2003 roku, na albumie My Kołbasim Na Tancpole (ros. Мы Колбасим На Танцполе). Celem filmu była promocja imprezy utrzymanej w tematyce hardbassu. Występujący w filmie artyści, DJe i prezenterzy przebrani za gopników wygłupiali się na petersburskim placu zabaw. Film został wrzucony na YouTube i szybko zdobył dużą popularność, zaś muzyka, jak i sposób tańca został podłapany u innych ludzi, przez co gatunek zaczął się rozprzestrzeniać niczym mem Harlem Shake. Filmy naśladowców zaczęły pojawiać się na Białorusi, Ukrainie i w całej Rosji. Tancerze tańczyli „taniec pompa” w salach lekcyjnych, w centrach handlowych, w środkach transportu publicznego, na boiskach piłkarskich itp. Od 2011 na zachodzie zaczęły pojawiać się grupy ludzi tańczące hardbass, między innymi na Słowacji, w Serbii, na Litwie, w Czechach i w Polsce.
Do popularności hardbassu przyczynił się też utwór Hard Bass School pt. Narkotik KAL (ros. Наркотик КАЛ). Główną przyczyną jego powstania była narastająca wówczas w Rosji plaga narkotyków, często domowej produkcji, z których najpopularniejszym, a zarazem jednym z najniebezpieczniejszych był narkotyk krokodyl. Zjawisko narkomanii i odurzania się środkami nieznanego pochodzenia zaczęło występować najczęściej na osiedlach rosyjskich miast przemysłowych. W istocie genezą problemu był przeprowadzony pod koniec XX wieku rozwój gospodarczy kraju (patrz: Pieriestrojka) i związana z nim migracja ludności za pracą ze wsi do miast. Wzmożona urbanizacja wymusiła budowę osiedli. Specyficzny rodzaj budownictwa oraz infrastruktura nie oferowały zbyt wielu atrakcji, zwłaszcza młodym mieszkańcom. Młodzież poszukiwała coraz to nowszych i coraz bardziej niebezpiecznych rozrywek, uciekając się przy tym do środków odurzających. Narkotik KAL miało stanowić dla nich swoistą alternatywę.

### Internetowe memy związane z muzyką hardbass
Od czasu wrzucenia filmiku XS Project na placu zabaw hardbass stał się również internetowym memem. Jednym z pierwszych przykładów ukazuje filmik pt. Vixa w biedronce i wypad ze sklepu (Slav Shopping), w którym to chłopak ubrany w kombinezon przeciwchemiczny i maskę przeciwgazową, z głośnikiem na plecach wszedł do sklepu spożywczego.
Drugim przykładem jest stworzony w 2015 roku utwór Cheeki Breeki Hardbass Anthem, który zyskał do tej pory 45 mln wyświetleń na YouTube, choć jego początki sięgają końca roku 2011.
Ciekawostką jest sam zwrot „cheeki breeki” pochodzi z języka rosyjskiego i trudno określić jego znaczenie, gdyż jest to fraza dziecięcej wyliczanki. W mowie potocznej oznacza „ok” lub „wszystko w porządku”, a jako „А ну, чики-брики и в дамки” używany jest podczas gry w warcaby – „oho, dwa bicia i masz damkę!”. To samo wyrażenie zyskało na popularności dzięki grze S.T.A.L.K.E.R., związane jest z przeprowadzaniem szybkiej ofensywy lub ataku z flanki na przeciwnika. Z tej samej serii gier został zaczerpnięty soundtrack, którego pierwowzorem był utwór Chop, musorok (ros. Хоп, мусорок), a następnie jego zremiksowaną wersję wykorzystano do stworzenia mema będącego kwintesencją rosyjskiej i słowiańskiej subkultury.
Również DJ Blyatman korzysta na tej memiczności muzyki hardbass, tworząc utwory typowo nawiązujące stereotypami do rosyjskiej kultury. Na jego teledyskach pojawiają się przedmioty jak wódka, dywany na ścianach, dresy i buty sportowe marki Adidas, stare auta marki Łada itp. Stworzony przez niego utwór pt. Kamaz zyskał do tej pory 41 mln wyświetleń, stając się jednym z najpopularniejszych utworów hardbass.

### Podobieństwo nazwy do festiwalu muzyki Hardstyle

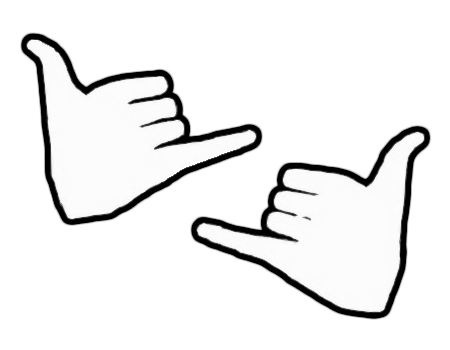
Gest rąk kojarzony z muzyką hardbass.

Nazwa Hardbass odnosi się również do corocznie organizowanego w Holandii festiwalu Hard Bass, na którym grana jest muzyka hardstyle.